# Sugar Radio
Sugar Radio is een internationaal radioprogramma dat wordt gepresenteerd door Robin Schulz. Wereldwijd wordt het door honderden radiozenders uitgezonden.
Het programma is een mix van een uur. Het bevat geen presentaties, alleen muziek en jingles. Schulz draait house, electro en pop. Het programma bevat veelal nieuwe muziek.
Sugar Radio wordt ook in Nederland uitgezonden op diverse radiozenders. Dit zijn voornamelijk lokale omroepen en online radiozenders. Het wordt ook op Mixcloud aangeboden waar het wekelijks enkele honderden luisteraars trekt.